# طيف تردد

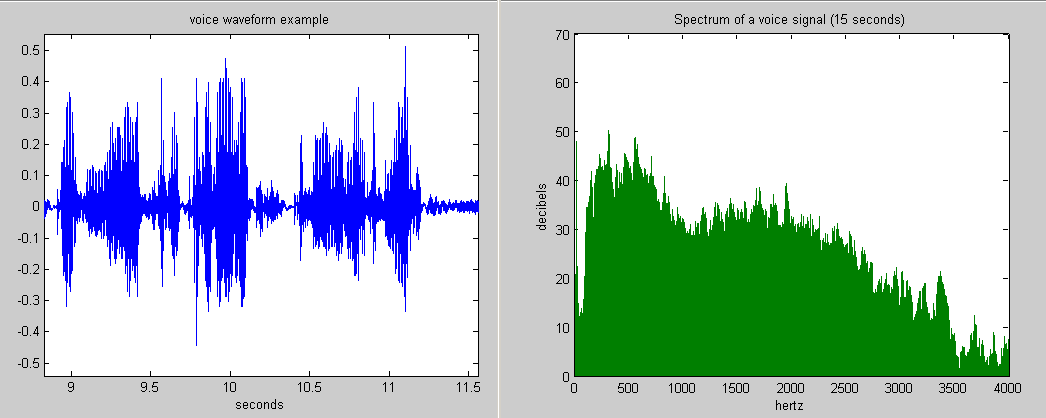
رسم بياني يظهر الطيف الترددي لأشارة صوتيه عبر المجال الترددي على اليمين و رسم للأشارة عبر المجال الزمني على اليسار

طيف التردد هو رسم بياني يوضح مجموعة الترددات والأطوار التي تتضمنها أشارة موجية مبينه عبر المجال الترددي لأشارة عوضا عن المجال الزمني، يمكن رسم طيف التردد للأشارة باستخدام عملية فورييه الحسابية، ثم يمكن عرض نتيجة العملية كرسم بياني لقيمة طور الموجة والمطال (السعة القصوى للموجة الترددية) في مقابل قيمة التردد للموجة.
كمثال، لون أشعة الضوء يختلف حسب طول الموجة (وبالتالي التردد) للشعاع، عندما يعبر الضوء قطرات المطر أو منشور زجاجي، تنحرف أشعة الضوء حسب طول موجتها في إتجاهات مختلفة، وبالتالي يمكن رؤية ألوان مختلفة حسب شدة كل لون (مطاله) وزاوية رؤية المشاهد كما يحدث في حالة قوس القزح، عندما تضع قيم شدة (مطال) كل لون لشعاع الضوء في مقابل قيمة تردده في رسم بياني يتكون لديك طيف التردد لهذا الشعاع، عندما تكون شدة كل ترددات الضوء متساوية يصبح لون الضوء أبيض، وبالتالي يصبح الرسم البياني لطيف التردد خطا مستقيما عبر المجال الترددي، لتساوي مطال جميع الترددات. ولذلك كقاعدة عامة يسمى الطيف الترددي ذو الخط المستقيم تقريبا طيف تردد «أبيض» حتى لو كان الرسم البياني يمثل ترددات صوت أو غيره.
ويمكن تطبيق مفاهيم الطيف التردد لتحليل وتبسيط المعلومات عن كثير من الظواهر في حياتنا اليومية، في الموسيقى وفي الألوان وفي موجات الراديو والتلفزيون، حتي في دوران الأرض المستمر.